# 1. slovenská národní hokejová liga 1971/1972
1. slovenská národní hokejová liga 1971/1972 byla 3. ročníkem jedné ze skupin československé druhé nejvyšší hokejové soutěže.

## Systém soutěže
Všech 12 týmů se v základní části utkalo dvoukolově každý s každým (celkem 22 kol). Nejlepších 6 týmů následně postoupilo do skupiny o 1. až 6. místo, kde se utkal každý s každým dvoukolově (10 kol) s tím, že se započítávaly všechny výsledky ze základní části (dohromady 32 kol). Tým na prvním místě postoupil do kvalifikace o nejvyšší soutěž.
Týmy na 7. až 12. místě po základní části se utkaly každý s každým dvoukolově (10 kol) s tím, že se započítávaly všechny výsledky ze základní části (dohromady 32 kol). Poslední dva týmy sestoupily do divize.

## Základní část
| Poř. | Tým                            | Zápasy | Výhry | Remízy | Prohry | Skóre  | Body |
| ---- | ------------------------------ | ------ | ----- | ------ | ------ | ------ | ---- |
| 1.   | HK Dukla Trenčín               | 22     | 15    | 3      | 4      | 118:63 | 33   |
| 2.   | ŠK Liptovský Mikuláš           | 22     | 15    | 2      | 5      | 94:60  | 32   |
| 3.   | Spartak BEZ Bratislava         | 22     | 12    | 3      | 7      | 81:85  | 27   |
| 4.   | LB Zvolen                      | 22     | 11    | 5      | 6      | 86:80  | 27   |
| 5.   | ZVL Žilina                     | 22     | 11    | 3      | 8      | 103:79 | 25   |
| 6.   | SMZ Spartak Dubnica nad Váhom  | 22     | 11    | 2      | 9      | 75:78  | 24   |
| 7.   | Iskra Smrečina Banská Bystrica | 22     | 10    | 3      | 9      | 98:79  | 23   |
| 8.   | Dukla Trnava                   | 22     | 9     | 4      | 9      | 61:59  | 22   |
| 9.   | LVS Poprad                     | 22     | 8     | 4      | 10     | 70:81  | 20   |
| 10.  | Slovan ChZJD Bratislava B      | 22     | 8     | 2      | 12     | 65:101 | 18   |
| 11.  | VSŽ Košice B                   | 22     | 4     | 2      | 18     | 65:118 | 10   |
| 12.  | Slávia UK Bratislava           | 22     | 1     | 1      | 20     | 54:127 | 3    |

## Nadstavba

### Skupina o 1. až 6. místo
| Poř. | Tým                           | Zápasy | Výhry | Remízy | Prohry | Skóre   | Body |
| ---- | ----------------------------- | ------ | ----- | ------ | ------ | ------- | ---- |
| 1.   | ŠK Liptovský Mikuláš          | 32     | 20    | 4      | 8      | 136:94  | 44   |
| 2.   | HK Dukla Trenčín              | 32     | 18    | 4      | 10     | 167:105 | 40   |
| 3.   | LB Zvolen                     | 32     | 17    | 6      | 9      | 137:111 | 40   |
| 4.   | Spartak BEZ Bratislava        | 32     | 16    | 5      | 11     | 120:107 | 37   |
| 5.   | SMZ Spartak Dubnica nad Váhom | 32     | 16    | 3      | 13     | 116:135 | 35   |
| 6.   | ZVL Žilina                    | 32     | 14    | 4      | 14     | 142:133 | 32   |

- Tým ŠK Liptovský Mikuláš postoupil do kvalifikace o nejvyšší soutěž, ve které však neuspěl.

### Skupina o 7. až 12. místo
| Poř. | Tým                            | Zápasy | Výhry | Remízy | Prohry | Skóre   | Body |
| ---- | ------------------------------ | ------ | ----- | ------ | ------ | ------- | ---- |
| 7.   | Dukla Trnava                   | 32     | 16    | 5      | 11     | 106:91  | 37   |
| 8.   | Iskra Smrečina Banská Bystrica | 32     | 13    | 6      | 13     | 145:117 | 32   |
| 9.   | Slovan ChZJD Bratislava B      | 32     | 14    | 3      | 15     | 136:137 | 31   |
| 10.  | LVS Poprad                     | 32     | 12    | 6      | 14     | 102:112 | 30   |
| 11.  | VSŽ Košice B                   | 32     | 9     | 5      | 18     | 103:147 | 23   |
| 12.  | Slávia UK Bratislava           | 32     | 1     | 1      | 30     | 82:203  | 3    |

- Týmy VSŽ Košice B a Slávia UK Bratislava sestoupily do divize. Nováčky od dalšího ročníku se staly nejlepší týmy hokejových divizí VTJ Dukla ZPA Prešov a Strojárne Martin.

## Kádr ŠK Liptovský Mikuláš
- Brankaři: Sasko, Ondrejka, Schwerhardt
- Hráči v poli: Plch, Pažický, Pongrác, Michálek, Hričák, Bobula, Sliviak, Školiak, Naď, Přikryl, Szekely, Bielený, Hurtaj, Šeliga, Kalousek, Tkáč, Majerík, M. Kriška
- Trenéři: J. Justra